# Sudlersville
Sudlersville è un comune degli Stati Uniti d'America, situato nello stato del Maryland, nella contea di Queen Anne's.